# Ignaz Russ (starszy)
Ignaz Russ (ur. 1736 w Trutnovie, zm. 1810) – niemiecki malarz, aktywny na Śląsku.
Informacje o jego twórczości są bardzo skromne. Dwa wykonane przez niego portrety znane są dzięki sztychowi autorstwa hamburczyka Johanna Christiana Gottfrieda Fritzscha. Pierwszy to Portret Daniela Buchsa, jeleniogórskiego kupca i właściciela Wojanowa, wykonany w 1776 roku (sztych wykonany w 1781 roku, znajduje się w Muzeum Narodowym we Wrocławiu). Drugi miedzioryt portretowy to Portret Karla Wilhelma Weisiga, pastora w kościele Łaski w Jeleniej Górze.  
Był ojcem Ignaza Russa młodszego (1766-1849), malarza i rzeźbiarza aktywnego w Pradze.